# Blommersia variabilis
Espèce
Statut de conservation UICN

 LC  : Préoccupation mineure
Blommersia variabilis est une espèce d'amphibiens de la famille des Mantellidae.

## Répartition
Cette espèce est endémique du Nord-Est de Madagascar. Elle se rencontre dans les environs de Maroantsetra, de Voloina, d'Ambodivoahangy et d'Ambohinantely.

## Publication originale
- Pabijan, Gehring, Köhler, Glaw & Vences, 2011 : A new microendemic frog species of the genus Blommersia (Anura: Mantellidae) from the east coast of Madagascar. Zootaxa, no 2978, p. 34-50.